# Titus Flavius Titianus
Titus Flavius Titianus (fl. 126-133) est un Romain ayant vécu au IIe siècle florissant à l'époque du règne d'Hadrien. Il a été Préfet d'Égypte de 126 à 133,. C'est son nom qui semble avoir été martelé dans plusieurs inscriptions lithiques, retrouvées en Égypte,,. Il pourrait donc avoir fait l'objet d'une Damnatio memoriae. Les historiens s'accordent pour dire qu'il descend de la branche des Flaviens issue de Titus Flavius Sabinus, le frère aîné de l'empereur Vespasien et qu'il appartient à la branche Flavii Titiani.
Les critiques ont estimé en général qu'il aurait été le père de Titus Flavius Claudius Sulpicianus qui a été proconsul de la province romaine d'Asie vers 186, mais il s'agit de son beau-fils, à travers le mariage de sa fille Flavia Titiana.[réf. nécessaire]

## Hypothèse plus précise au sujet de son ascendance
Selon Giovanni Battista De Rossi, il serait un des fils de Titus Flavius Sabinus, le frère de Titus Flavius Clemens, le consul exécuté en 95 par ordre de Domitien, probablement parce qu'il était chrétien. Le cognomen Titianus viendrait du nom de la femme de Titus Flavius Sabinus, la fille de l'empereur Titus, appelée Julia Titi filia. De Rossi estime que cela est cohérent avec la découverte d'une pierre tombale qu'il a faite dans la propriété où ont été creusées les catacombes de Domitilla et qui appartenait à Flavia Domitilla, une nièce des empereurs Domitien  et Titus. La tombe en question rassemblait en effet les sépultures d'un frère et d'une sœur, l'un appelé Titus Flavius Sabinus, qui aurait porté le même nom que son père comme cela est avéré pour au moins quatre autres Titus Flavius Sabinus appartenant à cette branche des Flaviens. Sa sœur étant appelé Titiana (probablement Flavia Titiana), nom dérivé de celui de son père pour le nomen et de celui de sa mère Julia Titi, la fille de Titus pour le cognomen. Les noms « Titus Flavius » et Titiana/Titianus sont bien attestés dans cette branche familiale des flaviens. Ainsi, une petite-fille de Titus Flavius Titianus, appelée Flavia Titiana a été l'épouse de l'empereur Pertinax.
On ignore toutefois si Titus Flavius Titianus était lui aussi chrétien.

## Sources
- Rocznik Papirologii Prawniczej, Państwowe Wydawnictwo Naukowe, Volume 35, 2005
- Giovanni Battista De Rossi, Bulletin d’archéologie chrétienne de M. le commandeur J.B. de Rossi